# Estádio El Alcoraz
O Estádio El Alcoraz é o estádio de futebol do SD Huesca. Foi batizado em alusão à batalha de Alcoraz, que aconteceu em suas proximidades no ano de 1096. O estádio tem capacidade para aproximadamente 5 500 pessoas.
Foi oficialmente inaugurado em 16 de janeiro de 1972 com um jogo entre a SD Huesca e o Deportivo Aragón, desde então tem sido palco de diversos eventos sociais e esportivos, como a partida entre a Seleção Espanhola de Futebol Sub-21 e a Grega e um jogo da Copa del Rey em 1991 entre SD Huesca e o Cádiz CF.